# Le Poème de l'extase
Le Poème de l'extase (Il Poema dell'estasi), Op.  54, è un poema sinfonico scritto da Aleksandr Nikolaevič Skrjabin tra il 1905 ed il 1908, periodo in cui si trovava sotto l'influenza della società teosofica. Il compositore considerava la musica come la più evoluta delle arti e l'emozione dell'estasi la più evoluta delle emozioni umane. Il Poema dell'estasi amalgama questi principi estetici.
Inizialmente Skrjabin considerò il poema la sua Quarta sinfonia (nonostante non fu pubblicato come tale e la sua struttura non sia analoga alla tradizionale forma sinfonica). Il nome previsto era Poema orgiastico.
Il Poema dell'estasi consiste in un unico movimento in forma sonata, basato su otto motivi. La sua durata è di circa 20 minuti.
Skrjabin scrisse una lunga poesia ad accompagnare la composizione.

## Storia dell’opera
Lo studioso e musicologo francese Claude Rostand, a proposito dell’opera di Skrjabin, ha osservato che il compositore e pianista moscovita rappresenta, nell’ambito della scuola musicale russa, un caso a sé, per il fatto di essere un musicista romantico. La visione filosofica dei compositori suoi contemporanei e le loro idee in fatto di musiche o di arti plastiche non hanno avuto alcuna rilevante influenza nel suo animo; al massimo, gli hanno fornito occasione di addentrarsi in avventure assolutamente personali e diverse. Sotto il profilo della concezione musicale tradizionale, è possibile definire Skrjabin un musicista "impuro" in quanto la sua attività tendente ad orientare la musica verso un'arte totale, largamente accessibile ai sensi e allo spirito, ed esaltandone le possibilità verso tale direzione, lo ha condotto a farla deviare dal suo corso nel rispetto della tradizione. È molto probabile che se Skrjabin non fosse prematuramente scomparso a soli 43 anni, avrebbe potuto condurre la sua esperienza molto più in là di quanto effettivamente gli riuscì di fare. 
Si possono distinguere, grosso modo, due periodi nell’evoluzione musicale di Skrjabin. Il primo periodo (1893-1902) fa parte del XIX secolo non solo dal punto di vista cronologico, ma anche per quanto concerne lo spirito e la tecnica che ne connotano le opere. All’epoca, Skrjabin subiva ancora l’influenza di Fryderyk Chopin rivelandosi un erede (non imitatore) del grande compositore franco-polacco. È con specifico riferimento a questo primo periodo che può applicarsi a Skrjabin la definizione di compositore "romantico" in stretto rapporto con il movimento romantico propriamente detto della scuola in Europa.    
Il secondo periodo (1902-1915) si caratterizza per il richiamo del musicista ad un’altra forma di romanticismo che non è solo un elemento proprio di un’epoca storica, ma altresì un’espressione romantica universale ed eterna. È possibile trovarne traccia nelle opere di Johann Sebastian Bach e di Claudio Monteverdi, non meno che in quelle di Edgard Varèse, Olivier Messiaen o Karlheinz Stockhausen, ed è proprio questo secondo modello di romanticismo, inteso in senso lato, che caratterizza il secondo periodo dell’opera di Skrjabin. 
Si può affermare, prosegue Claude Rostand, che la differenza tra i due periodi dell’arte musicale di Skrjabin non riguardi unicamente differenze di scrittura, di linguaggio e di tecnica, ma anche la concezione stessa della creazione musicale. È appunto questo nuovo romanticismo, inteso in senso lato, a contrassegnare il secondo periodo del musicista russo.    
Un’opera d’importanza storica per comprendere il nuovo indirizzo seguito da Skrjabin è la Sonata per pianoforte op. 70 n. 10, nella quale il compositore opera una trasformazione di "artifici e virtuosismi" propri del romanticismo, quali il tremolo o il trillo, in elementi tematici propri di un linguaggio musicale pervenuto a un completo svincolamento da esempi precedenti, caratterizzato altresì da una costante ambiguità tonale, fino ad essere sospinto ai limiti dell’atonalità. Si può dunque ragionevolmente affermare che l‘opera di Skrjabin abbia avuto una rilevante importanza nel restituire rilevanza storica ed espressiva a una forma musicale come la sonata, che tra la fine del XIX e l’inizio del XX secolo pareva essere decaduta al rango di un dignitoso ma scolastico accademismo .
La produzione maggiore di Skrjabin è quella che risale agli inizi del XX secolo, nella quale si ravvisa uno stretto legame con l’espressionismo tedesco. Le sue ricerche armoniche hanno la loro origine in una particolare concezione del mondo, nella quale l'arte è uno dei mezzi per l'avvicinamento totale alla divinità, che in quel periodo storico assunse il nome di teosofia. La musica in generale, e in particolare l'armonia, ma anche il colore e il profumo, venivano caricati di significati esoterici, vale a dire comprensibili solamente a condizione di accettare i termini di quella visione metafisica. Guidato da una tale visione spiritualista del mondo, Skrjabin fece la prova di passare attraverso le più varie esperienze linguistiche musicali, fino ad approdare alla scala per toni interi (o scala esatonale) di Claude Debussy, prima che il grande compositore francese la applicasse con piena consapevolezza. In campo orchestrale, Skrjabin è passato da delicate miniature che richiamano l'arte di Chopin, a opere richiedenti orchestrazioni tra le più massicce che la storia della musica ricordi. Tra le composizioni più caratteristiche di quel periodo, accanto alla Prima e alla Terza Sinfonia, figura il Poema dell’estasi op. 54, che fa parte delle opere più note ed eseguite nel mondo del musicista moscovita .
Iniziato nel 1905 e completato tre anni dopo, fu eseguito per la prima volta il 10 dicembre 1908 a New York sotto la direzione di Modest Altschuler.

## Struttura dell’opera
Nel 1912, il musicologo russo Leonid Sabaneev aveva evidenziato come nell’opera di Skrjabin l'idea artistica si configurasse quale "procedimento mistico che serve al raggiungimento di uno stato estatico, all’estasi, alla veggenza in piani più alti della natura". Si scorge un logico sviluppo di tale idea, che dalla Prima sinfonia in mi maggiore Op. 26 conduce al poema sinfonico Prometeo Op. 60. Se la Prima sinfonia può essere considerata un inno all’arte come religione, la Terza esprime la liberazione dello spirito dalle catene; quanto al Prometeo, rivela la gioia del libero procedere, l’estasi del creare. Sono questi i diversi stadi di sviluppo di una medesima idea, che deve trovare la realizzazione perfetta nel rituale preparatorio di Skrjabin, un grandioso procedimento rituale nel quale, al fine di raggiungere lo scopo dello slancio estatico, sono utilizzati tutti i mezzi di eccitazione e gli accarezzamenti dei sensi (dalla musica alla danza, dai giochi di luce alle sinfonie di profumi). Un’analisi approfondita dell’essenza dell’arte mistica di Skrjabin rivela chiaramente che non vi è motivo, né ragione, di limitare quest’arte esclusivamente alla musica. L’arte mistico-religiosa che serve ad esprimere tutte le segrete facoltà dell'uomo e al raggiungimento dell'estasi, ha sempre fatto uso di tutti i mezzi per poter agire sulla psiche.
Si è detto dello stretto legame della musica di Skrjabin composta agli albori del XX secolo con l’espressionismo in Germania e Austria. Occorre aggiungere come il particolare interesse per la posizione ideologica del compositore russo da parte degli artisti espressionisti sia sintomatico di alcuni elementi comuni delle rispettive arti. Quando il pittore Ernst  Ludwig Kirchner, in occasione dell’esposizione del programma concepito dal gruppo Der Blaue Reiter (Il cavaliere azzurro) dichiarava che con l’avvento della fotografia, destinata a rappresentare l’aspetto esatto delle cose, la pittura si sarebbe liberata verso possibilità di sviluppo mai prima immaginate, egli soffermava l’attenzione su un simile problema formale davanti al quale si erano trovati di fronte musicisti quali Skrjabin e Arnold Schönberg, ossia la liberazione del linguaggio musicale dalle regole dei rapporti tonali, notevolmente logorati dopo che Richard Wagner aveva composto il Tristano e Isotta, dove l'operista di Lipsia volle allargare i confini del tradizionale sistema tonale ricorrendo al cromatismo, ossia il procedere della melodia per piccoli intervalli tra un suono e l’altro (mezzo tono; ad esempio non Do-Re, ma Do-Do diesis-Re).    
Nella sua costante (e talora faticosa) ricerca di soluzioni nuove attraverso la dissoluzione del linguaggio tonale tradizionale, Skrjabin subì l’influsso di Debussy da un lato, ma da un altro lo anticipò, suscitando a sua volta l’interesse di Schönberg, del quale precorse molte delle soluzioni che portarono il compositore austriaco alla dodecafonia. Tale ricerca condusse Skrjabin alla formulazione dell'accordo "sintetico" (o accordo "mistico"), formato di sei note disposte in intervallo di quarta: do, fa diesis, si bemolle, mi, la, re. Si tratta di un accordo ben lontano da una possibile interpretazione tonale, considerato che nell’armonia tradizionale gli accordi vengono sempre formati dalla sovrapposizione di terze. Nel Poema dell'estasi questo accordo, seppure non ancora precisamente formulato, è tuttavia chiaramente presentito attraverso il costante ampliamento del cromatismo di Wagner, fino a sovrapporre undicesime, tredicesime e quindicesime. Tuttavia, l’elemento che maggiormente caratterizza il Poema dell'estasi è l’uso estremamente espressivo del timbro e degli impasti armonici, che avvicina Skrjabin a Debussy nella ricerca della sensibilità coloristica. Si rinviene un’autentica ebbrezza, più erotica che metafisica secondo Eduardo Rescigno, nella voluttà con cui il compositore russo conduce la sua gigantesca orchestra, "distillandone a un tempo le più sottili preziosità e i più imponenti effetti sonori". Il contrasto fra complesse sovrapposizioni armoniche e accordi perfetti sottolinea, in modo molto marcato, la morbosa sensibilità di Skrjabin, evidente già nelle prime battute del poema. 
Giacomo Manzoni considera quest’opera, se non la migliore dal punto di vista artistico del suo autore, certamente quella che esprime nel modo più compiuto il suo mondo poetico: per Skrjabin, "estasi" coincide con gioia e libertà, intesi quali sentimenti puri ed esaltanti dell'animo, a cui l'uomo riesce a pervenire mediante una conquista interiore .        
Il Poema dell'estasi si basa su un programma interiore del compositore, che così scrisse in proposito: "In seno alle creature esistenti lo spirito è presente allo stato di attesa. Essa è eterna negazione e giunge alla coscienza di sé attraverso il fremito della vita, il desiderio di schiudersi e la lotta che è amore. Traendole dai suoi abissi nebulosi, esso suscita le aspirazioni segrete, sperdute nelle profondità misteriose di colui che crea. Oh! Mio Cosmo! Mia città e mia estasi! Io creo l’istante che sarà attraverso la negazione delle forme compiute … L’universo, ardendo di desiderio, aspetta di essere creato e attende il suo creatore. Un impeto d’amore cosmico lo pervade …". 
Nelle istruzioni per l'esecuzione, il compositore si spinge ben oltre la terminologia musicale convenzionale, ricorrendo a espressioni quali "con nobile e dolce maestosità", "con ebbrezza sempre crescente" o "quasi in delirio", che figurano sulla partitura dell’Op. 54 pressoché con la stessa frequenza delle classiche indicazioni di "Allegro" o "Lento". Modest Altschuler, che oltre a dirigere la prima esecuzione mondiale aiutò Skrjabin nella revisione della partitura in occasione di una sua visita al compositore in Svizzera nel 1907, osservò che nel Poema si ravvisa un programma implicito articolato come segue: I. la sua anima nell’orgia dell’amore; II. La realizzazione di un sogno fantastico; III. La gloria della sua arte. 
L’orchestra di dimensioni estreme (un centinaio di esecutori) è stata appositamente scelta per tradurre la sensazione di "estasi" in una forma di ebbrezza sonora, con un incessante ondeggiare di brevi motivi che si alternano e si integrano vicendevolmente in modo tale da formare un mosaico sonoro di grandiose proporzioni.
L'intero Poema si configura sostanzialmente secondo lo schema di una vasta sonata , le cui varie sezioni si susseguono senza soluzione di continuità, con un movimento lento (Andante - Languido) che precede un movimento più vivace (Allegro volando), al quale segue un Lento e un Allegro non troppo . Vi è poi un vasto Allegro, contrassegnato come i precedenti movimenti da un materiale tematico assai vario e costituito da brevi cellule melodiche ad ampi intervalli, caratterizzate da una languida espressività .  Notevole è il fatto che Skrjabin riesca a trarre dalla sua immensa orchestra anche tessiture di grande delicatezza, specie là dove usa l'indicazione Molto profumato. Dal primitivo istinto di vita si arriva alla conquista finale dello stato di ebbrezza, che si placa su un lungo pedale in do maggiore, di oltre 50 battute. I temi principali del Poema riappaiono nel corso dello sviluppo del’opera e prima della conclusione, in fortissimo crescendo.    

## Discografia parziale
- Boston Symphony Orchestra, Claudio Abbado (Deutsche Grammophon)
- Chicago Symphony Orchestra, Pierre Boulez (Deutsche Grammophon)
- Chicago Symphony Orchestra, Neeme Järvi (Chandos)
- Orchestra di Cleveland, Lorin Maazel (Decca)
- Czech Philharmonic Orchestra, Leopold Stokowski (Decca)
- Houston Symphony Orchestra, Leopold Stokowski (Everest Records)
- Los Angeles Philharmonic, Zubin Mehta (Decca)
- Moscow Symphony Orchestra, Igor Golovschin (Naxos)
- New York Philharmonic, Pierre Boulez (Sony BMG)
- Philadelphia Orchestra, Riccardo Muti (EMI)